# أندي ليندن (ممثل)
أندي ليندن (بالإنجليزية: Andy Linden)‏ هو ممثل بريطاني، ولد في القرن 20 في إنجلترا في المملكة المتحدة.

## أعمال

### أفلام
- (2001) من الجحيم[3]
- (2008) روك أن رولا[4][5]
- (2010) هاري بوتر ومقدسات الموت – الجزء 1[6][7]

## وصلات خارجية
- أندي ليندن على موقع IMDb (الإنجليزية)
- أندي ليندن على موقع ألو سيني (الفرنسية)
- أندي ليندن على موقع ميوزك برينز (الإنجليزية)
- أندي ليندن على موقع قاعدة بيانات الأفلام السويدية (السويدية)
- أندي ليندن على موقع قاعدة بيانات الفيلم (الإنجليزية)
- أندي ليندن على موقع كينوبويسك (الروسية)